# John O'Groats
John O'Groats (Skotsk gælisk: Taigh Iain Ghròt) er den nordligst beliggende fastlandsby i Skotland, medens det nordligste punkt på fastlandet er Dunnet Head, som er beliggende tæt på byen.
Byen er opkaldt efter hollænderen Jan de Groot, som i det det 15. århundrede fik tilladelse til at oprette en færgefart mellem det skotske hovedland og Orkneyøerne.